# Corbenay
Corbenay é uma comuna francesa na região administrativa de Borgonha-Franco-Condado, no departamento de Alto Sona. Estende-se por uma área de 15,73 km². Em 2010 a comuna tinha 1 304 habitantes (densidade: 82,9 hab./km²).